# Кардіфф (Алабама)
Кардіфф (англ. Cardiff) — місто (англ. town) в США, в окрузі Джефферсон штату Алабама. Населення — 52 особи (2020).

## Географія
Кардіфф розташований за координатами 33°38′50″ пн. ш. 86°55′50″ зх. д. / 33.64722° пн. ш. 86.93056° зх. д. (33.647188, -86.930557).  За даними Бюро перепису населення США в 2010 році місто мало площу 0,65 км², уся площа — суходіл.

## Демографія
Згідно з переписом 2010 року, у місті мешкало 55 осіб у 24 домогосподарствах у складі 15 родин. Густота населення становила 85 осіб/км².  Було 30 помешкань (46/км²).
Расовий склад населення:
| - 94,5 % — білих - 5,5 % — чорних або афроамериканців |

До двох чи більше рас належало 0,0 %. Частка іспаномовних становила 0,0 % від усіх жителів.
За віковим діапазоном населення розподілялося таким чином: 20,0 % — особи молодші 18 років, 61,8 % — особи у віці 18—64 років, 18,2 % — особи у віці 65 років та старші. Медіана віку мешканця становила 44,8 року. На 100 осіб жіночої статі у місті припадало 103,7 чоловіків;  на 100 жінок у віці від 18 років та старших — 83,3 чоловіків також старших 18 років.
За межею бідності перебувало 30,0 % осіб, у тому числі 25,0 % дітей у віці до 18 років та 62,5 % осіб у віці 65 років та старших.
Цивільне працевлаштоване населення становило 11 осіб. Основні галузі зайнятості: виробництво — 27,3 %, інформація — 27,3 %, фінанси, страхування та нерухомість — 27,3 %.